# Roland Philippi
Roland Gottfried Philippi (* 8. Januar 1982 in Bonn) ist ein deutscher politischer Beamter (FDP). Er war von Juli bis November 2024 Staatssekretär im Bundesministerium für Bildung und Forschung.

## Leben
Philippi studierte Politikwissenschaft an der Johann Wolfgang Goethe-Universität Frankfurt am Main und schloss das Studium 2007 mit dem Diplom ab. Während seines Studium war er bereits für einen Bundestagsabgeordneten und eine Landtagsabgeordnete tätig. 2011 wurde er bei Tanja Brühl und Andreas Nölke mit einer Arbeit zum Verhältnis von staatlichen und marktwirtschaftlichen Akteuren zum Doktor promoviert.
Beruflich war Philippi zunächst im hessischen Kultusministerium tätig, unter anderem als Büroleiter der Ministerin Nicola Beer und als Leiter des Personalreferats. Von der scheidenden Ministerin Beer wurde er im Herbst 2013 kurz vor dem Ausscheiden nach Abwahl der CDU/FDP-Regierung noch verbeamtet, was von der Gewerkschaft Erziehung und Wissenschaft als „unverblümte Günstlingsversorgung“ kritisiert wurde. Von 2018 bis 2021 war er als Bereichsleiter für die FDP-Bundestagsfraktion tätig. Von 2021 bis 2024 war er Leiter der Grundsatzabteilung im Bundesministerium für Bildung und Forschung.
Am 1. Juli 2024 wurde Philippi von Ministerin Bettina Stark-Watzinger als neuer Staatssekretär im Bundesministerium für Bildung und Forschung und damit als Nachfolger von Sabine Döring vorgeschlagen. Im Zuge der sogenannten Fördergeldaffäre äußerte Philippi die Ansicht, dass die „verwirrten Gestalten“, gemeint waren sich öffentlich äußernde Wissenschaftler, künftig durch Selbstverpflichtungen bei der Annahme staatlicher Förderung vom Unterzeichnen etwaiger Aufrufe abgehalten werden könnten. Am 19. Juli 2024 erfolgte die Ernennung zum Staatssekretär. Nach dem Bruch der Ampelkoalition in Deutschland 2024 und dem Rücktritt von Bundesbildungsministerin Stark-Watzinger wurde Philippi im November 2024 unter dem neuen Bildungsminister Cem Özdemir entlassen.
Seit 2025 ist Philippi als Direktor für die Strategie- und Kommunikationsberatung Christ & Company tätig.
Philippi ist verheiratet und hat zwei Kinder.

## Werke
- Das Verhältnis von staatlichen und marktwirtschaftlichen Akteuren im nationalen Kontext. Eine mehrdimensionale Machtanalyse der Telekommunikations- und Energiebranche in Großbritannien und Deutschland. Verlag Dr. Kovač, Hamburg 2011, ISBN 978-3-8300-5900-4.